# Ensayo abierto
Un ensayo abierto (en inglés, open-label trial u open label) es un tipo de ensayo clínico en el que tanto los investigadores y los participantes conocen el tratamiento que se está administrando. El ensayo abierto contrasta con los ensayos ciegos, en los que los participantes no conocen qué tratamiento están recibiendo, si el de control o el experimental (en el ensayo doble ciego, los investigadores también están cegados).
El ensayo abierto puede ser apropiado cuando se comparan dos tratamientos muy similares para determinar cuál es más eficaz. Puede ser inevitable bajo determinadas circunstancias, como puede ser comparar la eficacia de un medicamento en sesiones de terapia intensiva.
El ensayo abierto aún puede aleatorizarse (dividir aleatoriamente a los sujetos en los grupos). Además puede realizarse sin un grupo control, donde todos los pacientes reciben el mismo tratamiento.